# Ruch na rzecz Socjaldemokracji
Ruch na rzecz Socjaldemokracji, Ruch Socjaldemokratyczny, EDEK (gr. Κινήμα Σοσιαλδημοκρατών, ΕΔΕΚ) – socjaldemokratyczna i nacjonalistyczna partia polityczna na  Cyprze. Obecnym liderem partii jest Yannakis Omirou.
Partia ta została założona w 1969 roku przez Vasosa Lyssaridisa a jej działaczami byli początkowo głównie uczestnicy walk grecko-tureckich z 1964 roku. Lyssaridis był osobistym lekarzem i współpracownikiem pierwszego prezydenta Cypru Makariosa III, którego to partia popierała. Początkowo ugrupowanie Lyssaridisa przyjęło nazwę Zjednoczonej Unii Demokratycznej Centrum co miało być nawiązaniem do greckiej Unii Centrum prowadzonej przez Jeorjosa Papandreu. Partia przyjęła poglądy trzecioświatowego socjalizmu o radykalnie antyimperialistycznych tendencjach co miało związek z antykolonialną i antybrytyjską rolą cypryjskiej lewicy. Od chwili powstania do lat 80. partia znajdowała się pod ideowym wpływem filozofii naseryzmu, baasizmu, doktryny Mu’ammara al-Kaddafiego a także ruchu 1968 roku. Pomimo lewicowego charakteru partia oficjalnie odrzucała podział na lewicę i prawicę. W polityce zagranicznej partia opowiadała się za uczestnictwem w Ruchu Państw Niezaangażowanych i pozostawała w opozycji do rządów greckiej junty czarnych pułkowników. Od lat 80. partia stopniowo przekształciła się w partię w stylu europejskiej socjaldemokracji, mimo to nie zrezygnowała jednak z wcześniej wyznaczonego nacjonalistycznego kierunku. W 2000 roku władze partii podjęły decyzję o zmianie nazwy ugrupowania na Ruch na rzecz Socjaldemokracji a więc obecnie obowiązującej nazwy.
W ostatnich wyborach parlamentarnych Ruch Socjaldemokratyczny zdobył 8,91% głosów, co dało mu 5 mandatów w Izbie Reprezentantów. W ostatnich wyborach do Parlamentu Europejskiego uzyskał 9,85% głosów, co dało mu jeden mandat.

## Liderzy EDEK
- 1969-2003 Vasos Lyssaridis
- 2003-nadal Yannakis Omirou

## Wyniki wyborów parlamentarnych
Ruch Socjaldemokratyczny od chwili swojego powstania bierze udział w każdych wyborach do Izby Reprezentantów. Tylko raz, w roku 1991 nie wprowadził swoich przedstawicieli do parlamentu. W obecnej kadencji w Izbie Reprezentantów zasiada 5 przedstawicieli Ruchu Socjaldemokratycznego.
| Wybory | Procent głosów | Liczba mandatów | +/- |
| ------ | -------------- | --------------- | --- |
| 1970   | 13,74%         | 2               | -   |
| 1976   | 9,98%          | 4               | +2  |
| 1981   | 8,17%          | 3               | -1  |
| 1985   | 11,07%         | 6               | +3  |
| 1991   | ?              | 0               | -6  |
| 1996   | 8,13%          | 5               | +5  |
| 2001   | 6,50%          | 4               | -1  |
| 2006   | 8,91%          | 5               | +1  |
| 2011   | 8,93%          | 5               | ±0  |
| 2016   | 6,18%          | 3               | -2  |

## Wyniki wyborów do Parlamentu Europejskiego
Ruch Socjaldemokratyczny brał udział w pierwszych wyborach do Parlamentu Europejskiego, w których zajął piąte miejsce z wynikiem 10,79%. EDEK nie uzyskał tym samym żadnego mandat do Parlamentu Europejskiego.
| Wybory | Procent głosów | Liczba mandatów | +/- |
| ------ | -------------- | --------------- | --- |
| 2004   | 10,79%         | 0               | -   |
| 2009   | 9,85%          | 1               | +1  |
| 2014   | 7,68%          | 1               | ±0  |
| 2019   | 10,58%         | 1               | ±0  |